# Аул Сити
А̀ул Сѝти (на английски: Owl City; букв. „Градът на совите“) е американски електроника проект по идея на Адам Йънг, създаден през 2007 година в град Оуатона, Минесота, САЩ. Адам го създава, докато експериментира с музика в мазето на родителите си. Набира първите си почитатели в Myspace, преди да сключи договор с Universal Republic Records, вече само Republic Records, през 2008 година.
След издаването на един миниалбум и един студиен албум Аул Сити набира популярност със сингъла Fireflies („Светулки“) от втория си студиен албум Ocean Eyes през 2009 година. Песента е удостоена шесткратно с платинен диск, а албумът – през април 2010 година в САЩ.
През юни 2011 г. Аул Сити издава третия си студиен албум All Things Bright and Beautiful, който е последван от The Midsummer Station през август 2012 г. и Mobile Orchestra през юли 2015 г. Йънг има записани няколко саундтрака към анимационни филми, като „Легенда за пазителите“, „Разбивачът Ралф“, „Круд“ и „Смърфовете 2“.

## Дискография

### Студийни албуми
- 2008 – Maybe I'm Dreaming
- 2009 – Ocean Eyes
- 2011 – All Things Bright and Beautiful
- 2012 – The Midsummer Station
- 2015 – Mobile Orchestra

|  | Тази страница частично или изцяло представлява превод на страницата Owl City в Уикипедия на английски. Оригиналният текст, както и този превод, са защитени от Лиценза „Криейтив Комънс – Признание – Споделяне на споделеното“, а за съдържание, създадено преди юни 2009 година – от Лиценза за свободна документация на ГНУ. Прегледайте историята на редакциите на оригиналната страница, както и на преводната страница, за да видите списъка на съавторите. ВАЖНО: Този шаблон се отнася единствено до авторските права върху съдържанието на статията. Добавянето му не отменя изискването да се посочват конкретни източници на твърденията, които да бъдат благонадеждни. |